# Chaspuzac
Chaspuzac é uma comuna francesa na região administrativa de Auvérnia-Ródano-Alpes, no departamento de Alto Loire. Estende-se por uma área de 9,8 km². Em 2010 a comuna tinha 799 habitantes (densidade: 81,5 hab./km²).